# Our House
Our House (bra: Ecos na Escuridão) é um filme de terror de 2018 dirigido por Anthony Scott Burns e escrito por Nathan Parker. É estrelado por Thomas Mann, Kate Moyer, Nicola Peltz e Percy Hynes White. Foi lançado nos Estados Unidos e Canadá em 27 de julho de 2018 pela IFC Midnight e Elevation Pictures.

## Elenco
- Thomas Mann como Ethan
- Nicola Peltz como Hannah
- Kate Moyer como Becca
- Percy Hynes White como Matt
- Christine Horne como Jess
- Lucius Hoyos como Dag
- John Ralston como Richard
- Allison Hossack como Lila
- Robert B. Kennedy como Tom
- Jennifer Nichols como Karen

## Produção
Em agosto de 2011, a Universal Pictures adquiriu os direitos para refazer o filme de 2010 Ghost from the Machine. Gary Shore assinou contrato como diretor com o roteirista de Moon, Nathan Parker, escrevendo o roteiro. Em janeiro de 2016, Shore deixou o projeto e foi substituído por Anthony Scott Burns. Thomas Mann foi escalado para estrelar o filme com John Davis, Derek Dauchy, Nick Spicer e Kyle Franke produzindo o filme sob suas bandeiras Davis Entertainment e XYZ Films, respectivamente. Em maio de 2016, Nicola Peltz se juntou ao elenco do filme, com Lee Kim, Marty Katz e Ulf Israel se juntando ao filme como produtores. Em junho de 2017, Mark Korven foi anunciado para compor a trilha sonora do filme.

## Recepção
No Rotten Tomatoes, o filme tem uma taxa de aprovação de 62% com base em 26 críticas com uma classificação média de 6,24/10. O consenso crítico do site diz: "Ecos na Escuridão tem uma base sólida de pathos genuíno, mesmo que a estrutura da narrativa tenda a ser frustrantemente frágil em alguns pontos". No Metacritic, o filme tem uma pontuação média ponderada de 45 de 100, com base em 6 avaliações, indicando "críticas mistas ou médias".